# El Valle de las Delicias
El Valle de las Delicias är en ort i Mexiko.   Den ligger i kommunen Rincón de Romos och delstaten Aguascalientes, i den centrala delen av landet, 500 km nordväst om huvudstaden Mexico City. El Valle de las Delicias ligger 1 938 meter över havet och antalet invånare är 769.
Terrängen runt El Valle de las Delicias är platt åt nordväst, men åt sydost är den kuperad. Runt El Valle de las Delicias är det ganska tätbefolkat, med 116 invånare per kvadratkilometer. Närmaste större samhälle är Pabellón de Arteaga, 19,9 km söder om El Valle de las Delicias. Omgivningarna runt El Valle de las Delicias är i huvudsak ett öppet busklandskap.